# غذاساز

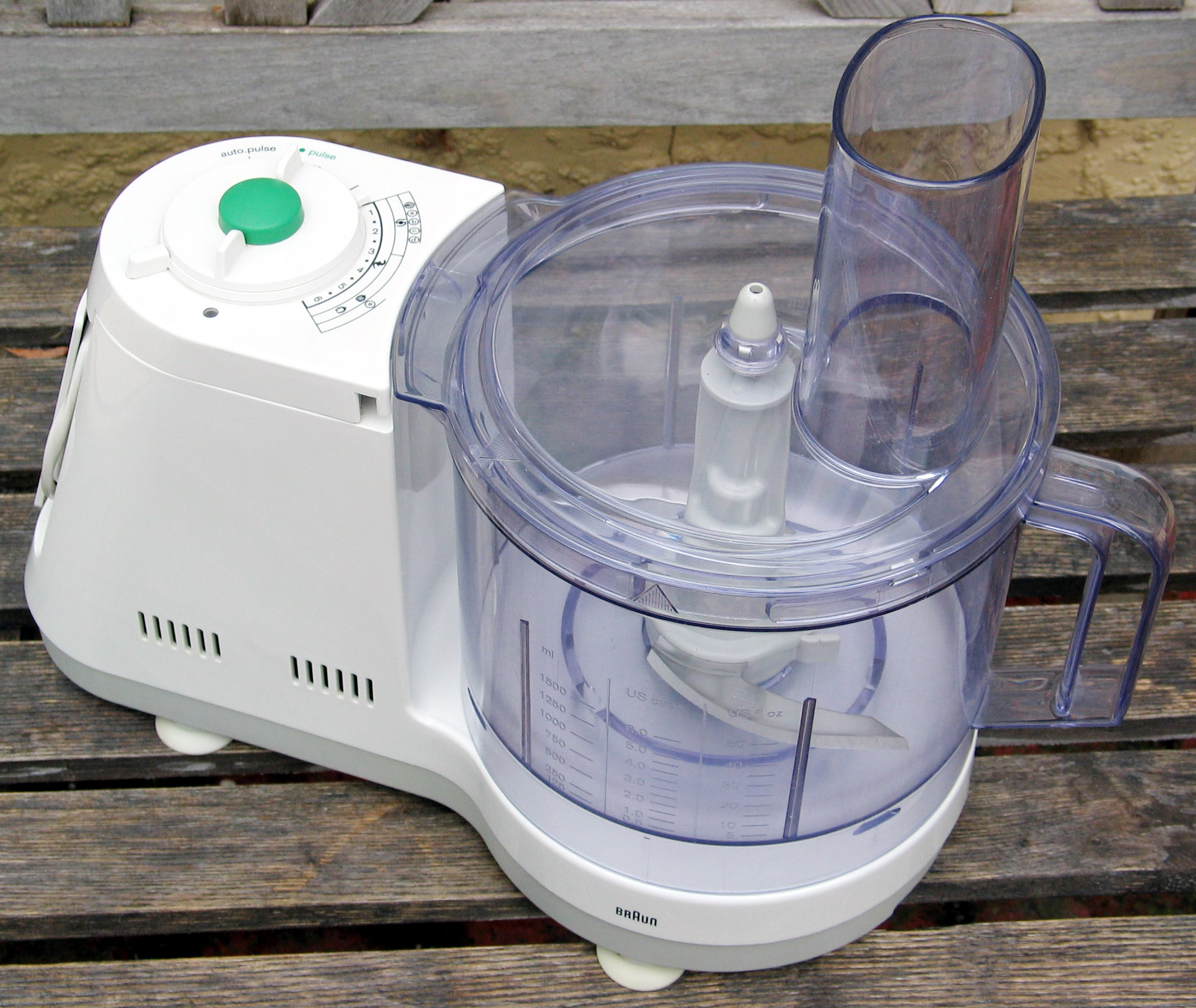
غذاساز

غذاساز یا چندکاره، دستگاهی برقی است که در آشپزی استفاده می‌شود. در این دستگاه یک تیغهٔ برنده توسط موتور الکتریکی به حرکت درآمده و موجب خرد و مخلوط شدن موادغذاییِ درون دستگاه می‌شود. این دستگاه برای اولین بار توسط یک فرانسوی در سال ۱۹۶۰ میلادی اختراع شده‌است. غذاساز یکی از کامل‌ترین و کاراترین وسایل پخت‌وپز آشپزخانه است که معمولاً قابلیت‌هایی مثل رنده، خردکن، مخلوط کن، آبمیوه‌گیر، آسیاب کن و آب مرکبات گیر دارد.